# Newington (Virginia)
Newington es un lugar designado por el censo en el  condado de Fairfax, Virginia  (Estados Unidos). Según el censo de 2010 tenía una población de 21.525 habitantes.

## Demografía
Según el censo del 2000, Newington tenía 19.784 habitantes, 6.710 viviendas, y 5.321 familias. La densidad de población era de 1.150,4 habitantes por km².
De las 6.710 viviendas en un 43,4%  vivían niños de menos de 18 años, en un 66,6%  vivían parejas casadas, en un 9,7% mujeres solteras, y en un 20,7% no eran unidades familiares. En el 15,7% de las viviendas  vivían personas solas el 5% de las cuales correspondía a personas de 65 años o más que vivían solas. El número medio de personas viviendo en cada vivienda era de 2,93 y el número medio de personas que vivían en cada familia era de 3,28.
Por edades la población se repartía de la siguiente manera: un 28,5% tenía menos de 18 años, un 6,3% entre 18 y 24, un 32,3% entre 25 y 44, un 26,1% de 45 a 60 y un 6,8% 65 años o más.
La edad media era de 36 años.  Por cada 100 mujeres de 18 o más años  había 91,9 hombres.
La renta mediaa por vivienda era de 82.291$ y la renta media por familia de 87.860$. Los hombres tenían una renta media de 58.203$ mientras que las mujeres 41.177$. La renta per cápita de la población era de 32.901$. En torno al 1,3% de las familias y el 2,1% de la población estaban por debajo del umbral de pobreza.

## Localidades adyacentes
El siguiente diagrama muestra a las localidades más próximas a Newington.